# Zemskij sobor

Znak Ruského carství

Zemskij sobor (rusky земский собор) je ruské označení pro zemský sněm, první ruský parlament na feudálním základě.

## Dějiny

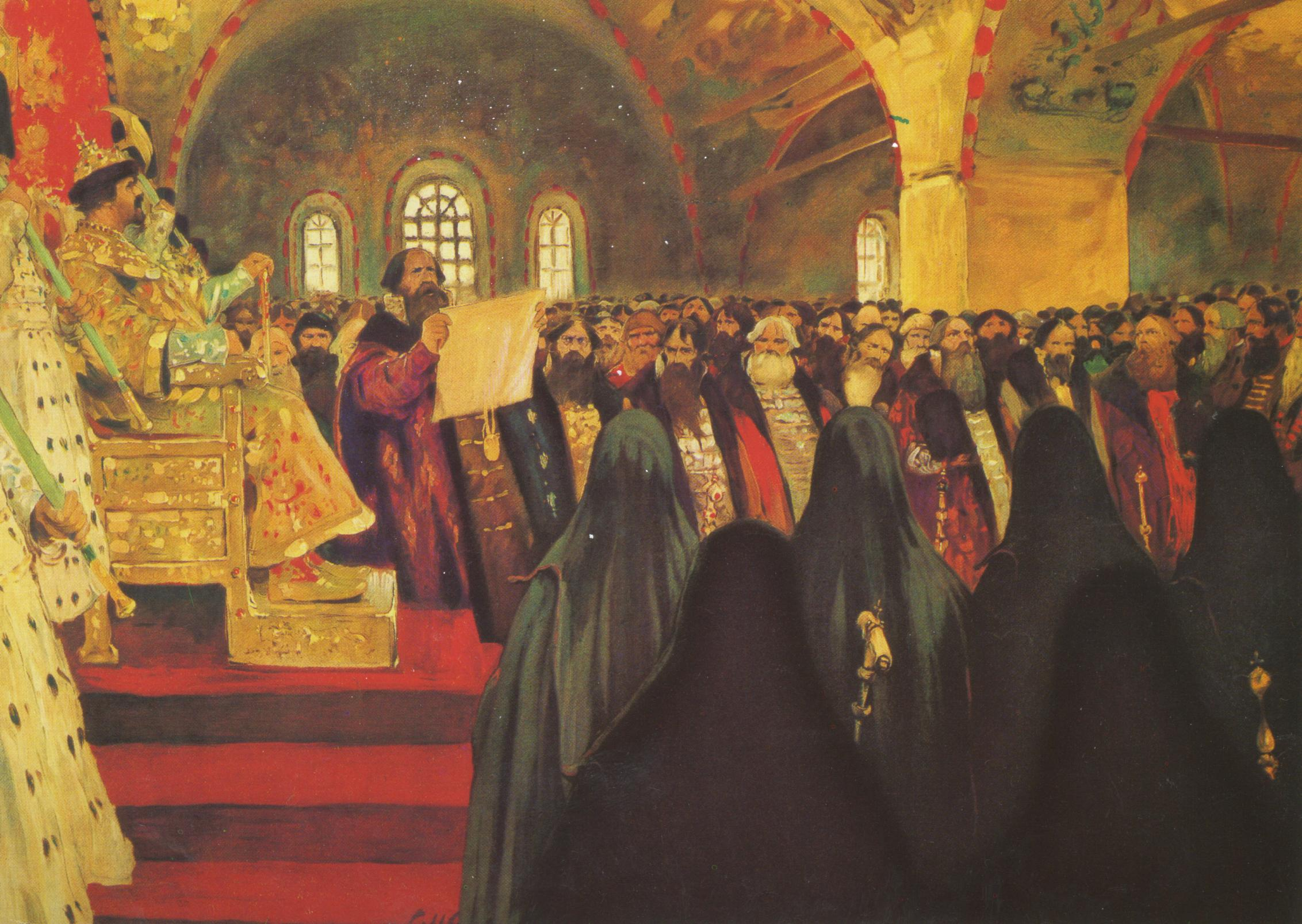
Zemský sobor na obraze Sergeje Ivanova

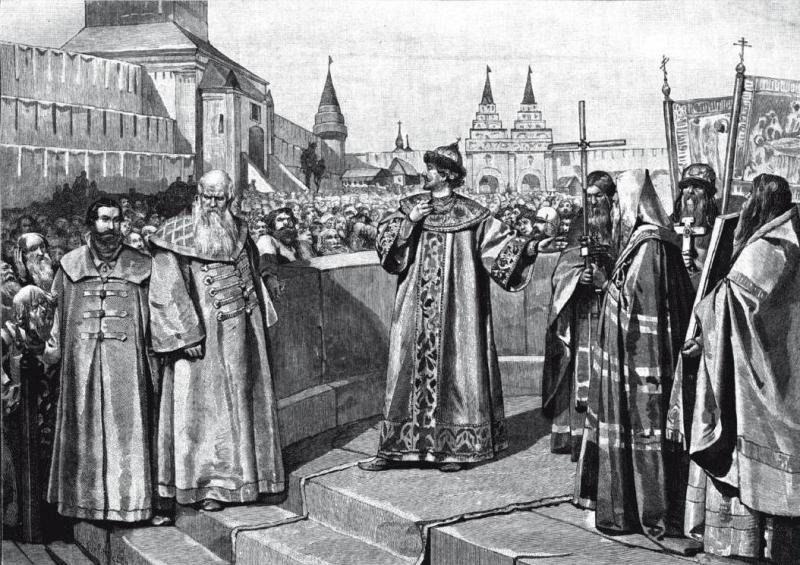
Kresba ruského umělce Klavdije Lebeděva (1852-1916) «Car Ioann IV. otevírá první Zemský sobor svou pokornou řečí» při zahájení činnosti prvního zemského sněmu v roce 1549.

Ruský zemský sněm fungoval v 16. a 17. století. Mohl ho svolat car, moskevský metropolita nebo duma bojarů. Shromáždění se účastnily tři stavy obyvatelstva:
1. Šlechta a vysoce postavení státní úředníci, včetně bojarů.
2. Sobor pravoslavného duchovenstva.
3. Zástupci měšťanstva, obchodníků a občanů (třetí stav).

První Zemský sobor znovu sjednotil car Ivan Hrozný v roce 1549. Za své vlády tuto instituci mnohokrát svolal a stala se nástrojem pro rozhodování o tvorbě nových zákonů a dalších kontroverzních otázkách.[zdroj?] někdy nižší šlechta a občané navrhovali nové reformy z vlastní iniciativy. Důkazem toho je carova nespokojenost, když ho sněm v roce 1566 požádal o zrušení Opričniny.
Když v roce 1598 vymřela dynastie Rurikovců, byl svolán sobor, který jako nového cara zvolil Borise Godunova.
Další velký sněm v roce 1613, který zahrnoval i rolníky, zvolil Michaila I. Fjodoroviče z dynastie Romanovců. Za jeho vlády byl tento sněm svoláván každoročně, protože vláda Romanovců nebyla příliš pevná, poté však sobor postupně ztrácel vliv s upevňováním carské moci.
Zpočátku byl sobor svoláván příležitostně k ratifikaci již uzavřených mírových smluv, ale po „Věčném míru“ mezi Ruským carstvím a Rzeczí pospolitou v roce 1684 se již nescházel a nakonec přestal být svoláván úplně.

## Zemskij soborz roku 1922
Čtyři roky po smrti posledního ruského imperátora Mikuláše II., 23. července 1922, generál Michail Konstantinovič Diterichs, vrchní velitel Bílé armády v oblastech ruského Dálného východu, svolal Zemský sobor Amurské oblasti (Приамурский Земский Собор). Tento sobor, vyzýval veškeré ruské obyvatelstvo k pokání za svržení cara, znovu nastolil monarchii a do jejího čela jmenoval velkoknížete Mikuláše mladšího - cara všech Rusů. Moskevský patriarcha Tichon (s funkcí velkoknížete, který však nebyl přítomen) byl jmenován čestným předsedou soboru. O dva měsíce později však Amurská oblast padla do rukou bolševiků.